# 龍柱芋螺
龍柱芋螺（学名：Conus kimioi）为芋螺科芋螺屬下的一个种。